# Охристый колибри
О́христый коли́бри, или рыжий селасфорус (лат. Selasphorus rufus) — птица семейства колибри.
Единственный вид колибри, залёт которого зарегистрирован в России.

## Описание

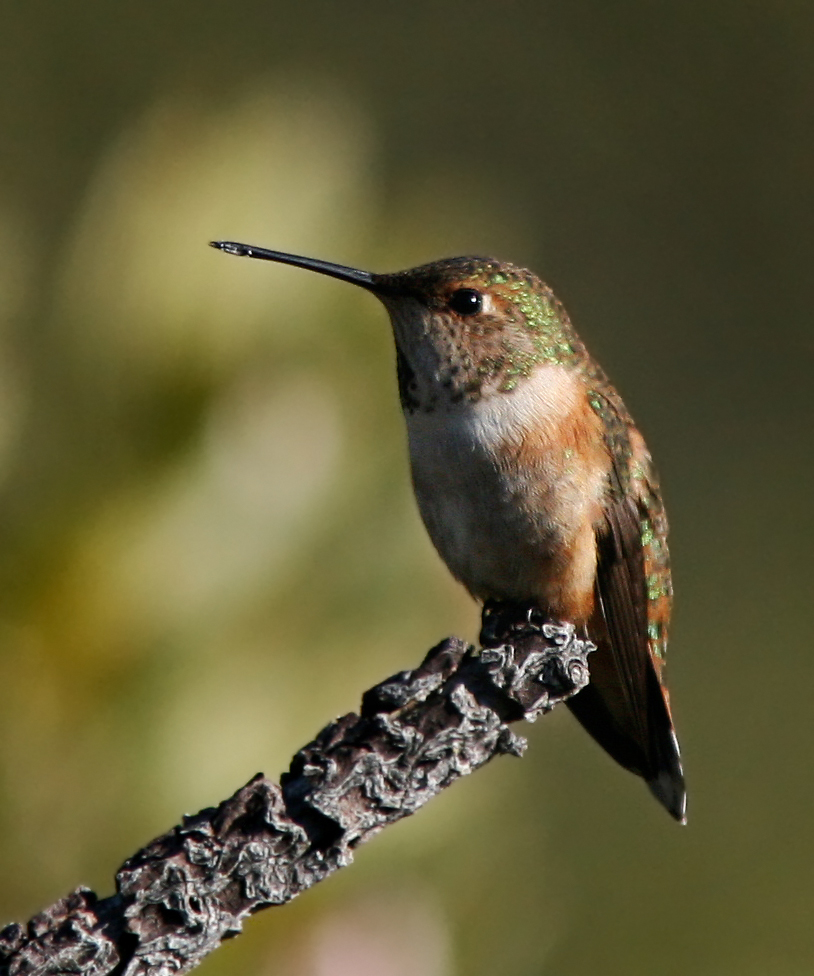
Самка охристого колибри

Общая длина 80—85 мм, длина крыла 40,2—45,3 мм, масса 2,9—3,9 г. Тонкий шиловидный клюв длиной до 16 мм, широкий хвост, крылья узкие и длинные.
Взрослый самец охристо-рыжий, белый зоб и подхвостье, белое пятно за глазом, бронзово-зелёная шапочка и кроющей крыльев. На горле треугольный щиток из ярко-красных перьев с металлическим отливом. Крылья буроватые, хвост рыжий.
Самка сверху зелёная, рыжее надхвостье, низ тела беловатый, бока охристые, на горле расположены ряды зеленоватых и красных блестящих пёрышек.
Голос — негромкое дребезжащее щебетание металлического тембра.

## Распространение
Охристый колибри гнездится на западе Северной Америки от северо-западной Калифорнии на юге до юго-восточной Аляски на севере. Зимует в западной и центральной Мексике.
В июне 1976 года охристый колибри наблюдался на острове Ратманова. Имеются неподтверждённые сведения о залётах птицы на остров Врангеля и Чукотку.